# Jean-Claude Leclabart
Pour les articles homonymes, voir Leclabart.
Jean-Claude Leclabart, né le 4 décembre 1954 à Lawarde-Mauger-l'Hortoy dans la Somme, est un homme politique français, député LREM de la quatrième circonscription de la Somme pour la XVe législature de la Cinquième République française.

## Biographie

### Jeunesse et formation
Jean Claude Leclabart est né le 4 décembre 1954 à Lawarde-Mauger-l'Hortoy dans le sud de la Somme. Issu d'une famille d'agriculteurs, il effectua sa scolarité dans les établissements privés amiénois, Saint Martin et La Providence. Il a ensuite suivi une formation agricole.

### Carrière professionnelle
Il a repris l'exploitation céréalière familiale en 1976. Parallèlement à cette activité agricole, il a créé en 1990 une entreprise de négoce au Marché international de Lille. Il est retraité depuis 2016.

### Carrière politique

#### Élu local dans le Val de Noye
Il a été élu maire de La Faloise en 1997.
Il devient en 2001 président de la communauté de communes du Val de Noye (vingt-six communes, 9 500 habitants), un territoire rural aux portes d'Amiens, la préfecture du département.
De 2001 à 2016, il siège au Conseil d'administration du Service départemental d'incendie de la Somme, au bureau du Syndicat Mixte du Grand Amiénois ainsi que de l'Agence de développement et d'urbanisme du Grand Amiénois.
Il est élu président de Somme-Numérique en 2013. En 2016, il a laissé la place à Philippe Varlet, vice-président du Conseil départemental de la Somme. Mais il devint vice-président chargé des réseaux. Il est administrateur de l'AVICCA (Association des villes et collectivités pour les communications électroniques et l'audiovisuel) depuis 2015.
En raison du cumul des mandats il laisse sa place de maire de La Faloise à son premier adjoint en juillet 2017. Il devient simple conseiller municipal.

#### À l'assemblée nationale
Il soutient Bruno Le Maire lors de la primaire française de la droite et du centre de 2016, puis rejoint le mouvement La République en marche qui l'investit candidat en mai 2017 dans la 4e circonscription de la Somme. Il arrive en tête au premier tour avec 32 % des voix. Il remporte les élections législatives le 18 juin face à Éric Richermoz du Front national, avec 57,97 % des voix et une abstention record. Il succède dans cette circonscription à Alain Gest, qui ne se représentait pas.
A l'Assemblée nationale, il est membre de la commission du développement durable et de la commission des Affaires européennes.
Issu du monde agricole, Jean-Claude Leclabart s'est impliqué en particulier dans l'élaboration de la Loi Egalim 2 et dans l'aménagement de la Route Nationale 25. Il vote en 2018 contre l'interdiction du glyphosate.
Il est réinvesti comme candidat LREM pour les élections législatives de 2022.
Candidat au renouvellement de son mandat, il est battu au second tour de l'élection législative du 19 juin 2022 par le candidat du Rassemblement National, Jean-Philippe Tanguy, en obtenant 45,41 % des voix.

### Polémiques

#### Déclarations d'intérêts
Le 19 octobre 2017, il fait partie des 13 élu(e)s à ne pas avoir déposé leur déclaration d'intérêts ou de patrimoine, à la Haute Autorité pour la transparence de la vie publique (HATVP).

### Affaire judiciaire
En mai 2019, il est mis en examen pour « faux en écriture publique », à la suite de la plainte déposée par la communauté de communes Avre Luce Noye : son président Pierre Boulanger l'accuse d'avoir signé, en tant que président de l'ancienne communauté de communes du Val de Noye, des délibérations sans les faire voter, celles-ci portant sur des projets du territoire de Jean-Claude Leclabart qui, une fois en place la fusion avec la communauté de communes Avre Luce Moreuil, se retrouvaient alors financés par la nouvelle intercommunalité,.
En décembre 2019, il est visé par une nouvelle plainte pour subornation de témoin et violation du secret de l'instruction.
Selon des témoignages recueillis par Mediapart, l'origine de l'affaire serait la volonté exprimée par l'élu de mettre en difficulté la nouvelle communauté de communes à la création de laquelle il était opposé et dont il savait qu'il ne pouvait pas prendre la tête.
Alors qu’il avait bénéficié d’un non-lieu, la chambre de l’instruction a estimé vendredi 17 mai 2024 que les charges étaient suffisantes pour qu’il réponde de faux et de subornation de témoins.